# Корнешть (Димбовіца)
Корнешть, Корнешті (рум. Cornești) — село у повіті Димбовіца в Румунії. Входить до складу комуни Корнешть.
Село розташоване на відстані 42 км на північний захід від Бухареста, 36 км на південний схід від Тирговіште, 99 км на південь від Брашова.

## Населення
За даними перепису населення 2002 року у селі проживали 1915 осіб. Усі жителі села рідною мовою назвали румунську.
Національний склад населення села:
| Національність | Кількість осіб | Відсоток |
| -------------- | -------------- | -------- |
| румуни         | 1886           | 98,5%    |
| цигани         | 29             | 1,5%     |